# Собачеевка
Собачеевка —  юго-западный район Таганрога.

## География
Собачеевкой в Таганроге и по сей день называют юго-западный район, занимающий территорию от Смирновского переулка, далее в степь, в промежутке между улицами Монастырской (ныне Александровская) и Откупной (ныне улица им. К. Либкнехта).

## История
До 1880-х годов район не входил в черту города. Это было место, где уничтожали бродячих собак, откуда и пошло название района.
В середине XIX века в этих местах селились люди, приехавшие в Таганрог на заработки из районов Воронежа, Тамбова и других мест России. Их называли «кацапами». Свои жилища они строили из камыша, который привозили с Дона казаки. Стены позднее обмазывались глиной. Для охраны своих жилищ хозяева заводили собак, которых развелось очень много. Стоило появиться незнакомцу, как вся свара набрасывалась на пришельца.
В 1923 году Собачеевка была переименована в Красный городок.